# GasAndes
GasAndes — один із транскордонних газопроводів між Аргентиною та Чилі.
Розробка басейну Неукен, яка активізувалась у 1990-х в однойменній аргентинській провінції, забезпечила (як вважалось) ресурс для експортних поставок до сусідніх країн. Першим серед призначених для цього газопроводів став GasAndes, що був прокладений до чилійського столичного регіону Сантьяго (регіон V). Введений в дію у 1997 році, трубопровід починався у пункті La Mora на трасі однієї з найбільших внутрішньоаргентинських газотранспортних систем Transportadora de Gas del Norte (TGN).
Довжина GasAndes склала 463 км, при цьому значна частина маршруту, який перетинає одні з найвищих гір планети Анди, припадала на складні ділянки. Він прокладався на схилах із нахилом до 45 градусів, піднімався на висоту 3954 метри та дев'ять разів перетинав річку Rio Maipo. В процесі будівництва було використано 75 тон вибухівки і виконано земляні роботи об'ємом 50 млн.м3. Трубопровід спорудили із труб діаметром 600 мм.
У 1999 році газопровід транспортував 7,3 млн.м3 на день. Планувалось збільшити пропускну здатність до 14 млн.м3 на день. Втім, стрімке зростання споживання газу в самій Аргентині на початку 2000-х призвело до припинення у 2004 році експортних поставок. З тих пір GasAndes практично не експлуатувався, а чилійці спорудили поряд із Сантьяго термінал по прийому зрідженого природного газу Quintero. В 2016 році на фоні пікового споживання у зимовий період по газопроводу GasAndes розпочались поставки у реверсному напрямку — з Чилі до Аргентини — в обсязі 3 млн.м3 на день.